# Cahuzac (Aude)
Cahuzac ist eine Gemeinde mit 30 Einwohnern (Stand: 1. Januar 2022) in Südfrankreich im Département Aude. Sie gehört zum Arrondissement Carcassonne und zum Kanton La Piège au Razès.

## Geographie
Cahuzac liegt 25 Kilometer westlich von Carcassonne.

## Bevölkerungsentwicklung
| Jahr                      | 1968 | 1975 | 1982 | 1990 | 1999 | 2006 | 2012 |
| ------------------------- | ---- | ---- | ---- | ---- | ---- | ---- | ---- |
| Einwohner                 | 46   | 32   | 29   | 32   | 33   | 38   | 33   |
| Quelle: Cassini und INSEE |      |      |      |      |      |      |      |

## Sehenswürdigkeiten
- Schloss (Monument historique)